# 杨昊 (排球运动员)
楊昊（1980年3月21日—），辽宁大连人，中國女子排球運動員。曾代表國家隊獲得過2004年雅典奧運會、2003年世界盃排球賽以及2006年多哈亞運會的冠軍。

## 個人技術特點
扣球兇狠，手上技巧較多，善打『平拉開』，下手快，出手狠。發球力量大，速度較快。